# Thomas Gravesen
Thomas Gravesen, né le 11 mars 1976 à Vejle, est un footballeur international danois évoluant au poste de milieu défensif. En août 2006, à la suite de la venue de Fabio Capello au poste d'entraîneur de l'équipe du Real Madrid, il est transféré au Celtic FC afin d'obtenir davantage de temps de jeu. En septembre 2006, il met un terme à sa carrière internationale avec la sélection danoise avant de mettre fin à sa carrière de joueur professionnel en janvier 2009.

## Biographie

### Début de carrière
Soutenu par Velje, il commença sa carrière en 1995 avec Vejle Boldklub dans la ligue danoise. Gravesen jouait en tant que milieu relayeur ou comme milieu défensif.

### Hambourg SV à Everton
En 1997, Gravesen quitta sa ville natale pour Hambourg SV. Il débuta à cette époque dans la sélection danoise avec une défaite 0-1 contre la République tchèque. Gravesen a été sélectionné pour l'Euro 2000 avec le Danemark. Après l'Euro 2000, il rejoint Everton dans la première ligue anglaise. Il devient rapidement un élément essentiel du club.
Lors des éliminatoires de la Coupe du monde 2002, il inscrit deux buts contre l'Islande, participant de la sorte à la victoire 6-0 de ses couleurs. Gravesen était alors si impressionnant que Mike Tyson demanda son maillot et le porta pendant tout son séjour au Danemark. Gravesen forme alors la paire de milieux récupérateurs de la sélection avec Jesper Grønkjær.
Gravesen a manqué le premier match de l'Euro 2004 car il avait été suspendu à la suite du dernier match des éliminatoires. Il joua ensuite les trois autres matches avant que le Danemark ne soit éliminé.

### Real Madrid
En janvier 2005, Gravesen rejoint le Real Madrid qui cherchait un joueur de ce type depuis le départ de Claude Makélélé. Il trouve le succès dès l'un de ses premiers matches en marquant un but lors d'une victoire 4-0 contre Espanyol Barcelone. Gravesen voit toutefois par la suite son temps de jeu sérieusement diminuer. Le milieu annonça alors son intention de quitter le club madrilène. Si quelques grands clubs, dont Manchester United, s'intéressèrent à lui, l'arrivée d'un nouvel entraîneur (Juan Ramón López Caro) modifia la donne puisque celui-ci remit Gravesen dans le onze de base après avoir opté pour un système de jeu en 4-1-4-1.
En août 2006, durant un échauffement, Gravesen se bat avec son équipier Robinho. L'entraîneur fraîchement nommé, Fabio Capello, pousse Gravesen vers la porte de sortie.

### Celtic
Le joueur rejoint alors le Celtic FC où il portera le numéro 16. Gravesen réussit là aussi ses débuts en inscrivant un hat trick contre St Mirren à Paisley, ce qui permit à son équipe de gagner 3-1. Gravesen est courtisé par beaucoup de clubs mais ne veut pas quitter le championnat écossais et le Celtic FC. En 2006, Gravesen décide de mettre un terme à sa carrière internationale : il ne jouera désormais plus pour le Danemark.

### Retour à Everton
Le 31 août 2007, Thomas décide de relever un nouveau défi en retournant dans son ancien club qu'est Everton (prêté par le Celtic FC).

### Indésirable au Celtic
En juillet 2008, Gordon Strachan annonce qu'il ne compte plus sur Thomas Gravesen, qui ne s'est pas adapté à son  système de jeu. Le club et le joueur trouve un accord pour mettre fin au contrat de trois ans qui se terminait en juin 2009, le joueur touche une indemnité de départ de 1,2 million de livres.

## Palmarès
- Vice-Champion d'Espagne : 2004-2005 et 2005-2006 avec le Real Madrid.
- Champion d'Écosse : 2006-2007 avec le Celtic Glasgow.
- International danois de 1998 à 2006.

## Carrière
- 1995-1997 :  Vejle BK
- 1997-2000 :  Hambourg SV
- 2000-2005 :  Everton
- 2005-2006 :  Real Madrid
- 2006-2007 :  Celtic Glasgow
- 2007-2008 :  Everton

## Vie personnelle
Thomas Gravesen sort avec la top modèle danoise Kira Eggers.